# رابین ادل اندرسون
رابین ادل اندرسون (به انگلیسی: Robyn Adele Anderson) (زاده ۱۹ فوریهٔ ۱۹۸۹) خواننده، بازیگر آمریکایی است.